# Jerónimo Teti
Jerónimo Teti Laboranti (Lobería, Provincia de Buenos Aires; 10 de febrero de 1978), es un piloto argentino de automovilismo. Desarrolló su carrera deportiva en el automovilismo de su país, destacándose por sus participaciones en las clases 2 y 3 del Turismo Nacional. Su debut a nivel nacional tuvo lugar en el año 2006 en la Clase 2, mientras que en 2013 ascendió a la Clase 3 del TN. A lo largo de su carrera deportiva se destacó como defensor de la marca Chevrolet en la Clase 3 del Turismo Nacional.
En 2017 incursionó en la divisional TC Mouras de la Asociación Corredores de Turismo Carretera, donde compitió hasta el año 2022, obteniendo el subcampeonato y el consecuente ascenso a la divisional TC Pista. En ambas categorías, compitió al comando de un Torino Cherokee atendido por su propio equipo.
A la par de su actividad deportiva, también ejerce la abogacía como profesión particular.

## Biografía
Debutó en 2006 en la Clase 2 del Turismo Nacional, al comando de un Volkswagen Gol AB9 y aplicando sus conocimientos adquiridos en su paso por las categorías zonales de su provincia. En 2008 decide cambiar de marca, pasando a pilotear un Renault Clio del equipo GR Competición, logrando su primera victoria en la penúltima fecha de la temporada 2009.
En 2013 se produjo su debut en la Clase 3 del Turismo Nacional, participando al comando de un Chevrolet Astra II del equipo GR Competición, cambiando en la temporada siguiente por un Chevrolet Cruze I. Sin embargo, su estadía en el GR Competición duró hasta 2014, pasando en 2015 a competir dentro del Castellano Power Team. Precisamente, bajo el ala de esta escudería llegó su primer triunfo a nivel nacional, en el Autódromo Provincia de La Pampa, el 3 de mayo de 2015.
Su vínculo con Castellano se extendió en el año 2017, cuando sucesivamente decidió debutar en la divisional TC Mouras de la Asociación Corredores de Turismo Carretera al comando de un Dodge Cherokee, con el objetivo de cumplimentar requisitos para poder competir como piloto invitado de Jonatan Castellano en la competencia de los 1000 km de Buenos Aires de Turismo Carretera, siendo a su vez el debut de Teti en esta divisional.
Tras 5 años compitiendo junto al equipo de la familia Castellano, en 2020 decide competir con su propia estructura, abriendo un taller en la localidad de Lobería y contando con la atención de Sebastián Prósperi en el chasis de su Chevrolet, ampliando su estructura con la incursión del entrerriano Joel Gassmann. Sobre el final de la temporada, volvió a incursionar en el TC Mouras compitiendo al comando de un Torino Cherokee del equipo Laboritto Jrs. Racing. Tras esta participación, Teti adquirió dicha unidad con el fin de poder competir en TC Mouras bajo su propia estructura.
En la temporada 2022 continuó su participación dentro de la Clase 3 del Turismo Nacional, comandando una vez más su equipo JT Racing Team, piloteando su Chevrolet Cruze II y con Joel Gassmann como compañero de equipo. Al mismo tiempo, también incursiona en la divisional TC Mouras al comando de su Torino Cherokee, con el cual conquistó su primer triunfo en la categoría el 10 de abril, en el Autódromo Provincia de La Pampa, donde paradójicamente obtuvo también su primer triunfo en el Turismo Nacional en 2015.

## Resumen de carrera
| Temporada | Categoría                        | Equipo                | Coche              | Carreras | Victorias | Podios | Poles  | VR     | Puntos      | Pos.        |
| --------- | -------------------------------- | --------------------- | ------------------ | -------- | --------- | ------ | ------ | ------ | ----------- | ----------- |
| 2006      | Clase 2 del Turismo Nacional     | JT Racing Team        | Volkswagen Gol AB9 | 5        | 0         | 0      | 0      | 0      | 0.00        | NC          |
| 2007      | Clase 2 del Turismo Nacional     | JT Racing Team        | Volkswagen Gol AB9 | 11       | 0         | 0      | 0      | 0      | 12.00       | 47.º        |
| 2008      | Clase 2 del Turismo Nacional     | GR Competición        | Renault Clio II    | 4        | 0         | 0      | 0      | 0      | 1.00        | 61.º        |
| 2009      | Clase 2 del Turismo Nacional     | GR Competición        | Renault Clio II    | 11       | 1         | 1      | 0      | 0      | 135.00      | 11.º        |
| 2010      | Clase 2 del Turismo Nacional     | GR Competición        | Renault Clio II    | 11       | 0         | 0      | 0      | 0      | 68.00       | 21.º        |
| 2011      | Clase 2 del Turismo Nacional     | GR Competición        | Renault Clio II    | 10       | 0         | 1      | 1      | 1      | 80.00       | 17.º        |
| 2012      | Clase 2 del Turismo Nacional     | GR Competición        | Renault Clio II    | 12       | 0         | 1      | 0      | 0      | 151.00      | 7.º         |
| 2013      | Clase 3 del Turismo Nacional     | GR Competición        | Chevrolet Astra II | 11       | 0         | 0      | 0      | 0      | 35.00       | 32.º        |
| 2014      | Clase 3 del Turismo Nacional     | GR Competición        | Chevrolet Cruze I  | 12       | 0         | 0      | 0      | 0      | 42.00       | 28.º        |
| 2015      | Clase 3 del Turismo Nacional     | Castellano Power Team | Chevrolet Cruze I  | 12       | 1         | 1      | 1      | 0      | 147.00      | 9.º         |
| 2016      | Clase 3 del Turismo Nacional     | Castellano Power Team | Chevrolet Cruze I  | 12       | 1         | 2      | 0      | 0      | 133.00      | 13.º        |
| 2017      | Clase 3 del Turismo Nacional     | Castellano Power Team | Chevrolet Cruze I  | 11       | 0         | 1      | 0      | 0      | 140.50      | 9.º         |
| 2017      | TC Mouras                        | Castellano Power Team | Dodge Cherokee     | 2        | 0         | 0      | 0      | 0      | 29.00       | 39.º        |
| 2017      | Buenos Aires 1000 de TC          | Castellano Power Team | Dodge Cherokee     | 1        | 0         | 0      | 0      | 0      | 0.00        | Inv.        |
| 2018      | Clase 3 del Turismo Nacional     | Castellano Power Team | Chevrolet Cruze I  | 12       | 0         | 0      | 0      | 1      | 137.50      | 11.º        |
| 2018      | Torneo de Invitados de TC Mouras | Iglesias Competición  | Chevrolet Chevy    | 1        | 0         | 0      | 0      | 0      | 10.50       | 40.º        |
| 2019      | Clase 3 del Turismo Nacional     | Castellano Power Team | Chevrolet Cruze I  | 11       | 0         | 0      | 0      | 0      | 89.00       | 20.º        |
| 2020      | Clase 3 del Turismo Nacional     | JT Racing Team        | Chevrolet Cruze II | 7        | 0         | 2      | 0      | 0      | 95.00       | 12.º        |
| 2020      | TC Mouras                        | Laboritto Jrs. Racing | Torino Cherokee    | 4        | 0         | 0      | 0      | 0      | 70.50       | 34.º        |
| 2021      | Clase 3 del Turismo Nacional     | JT Racing Team        | Chevrolet Cruze II | 12       | 0         | 0      | 0      | 0      | 206.00      | 7.º         |
| 2021      | TC Mouras                        | JT Racing Team        | Torino Cherokee    | 15       | 0         | 0      | 0      | 0      | 282.50      | 19.º        |
| 2022      | Clase 3 del Turismo Nacional     | JT Racing Team        | Chevrolet Cruze II | 6        | 1         | 2      | 0      | 0      | Por definir | Por definir |
| 2022      | TC Mouras                        | JT Racing Team        | Torino Cherokee    | 8        | 1         | 1      | 0      | 0      | Por definir | Por definir |
| 2022      | TC Pick Up                       | Lobos Racing          | Ford Ranger        | 1        | 0         | 0      | 0      | 0      | Por definir | Por definir |
| Fuente:   | [ 16 ]                           | [ 16 ]                | [ 16 ]             | [ 16 ]   | [ 16 ]    | [ 16 ] | [ 16 ] | [ 16 ] | [ 16 ]      | [ 16 ]      |